# 細川常誠
細川 常誠（ほそかわ つねしげ）は江戸時代の武将。和泉上守護・細川元常の末裔。

## 概要
寛文11年（1671年）2月6日に非蔵人として後水尾天皇に60石3人扶持で仕えた。宝永2年（1705年）12月11日には次男の公常（後に貴常）を番代として、享保4年（1719年）12月18日に死去した。